# Xylografi

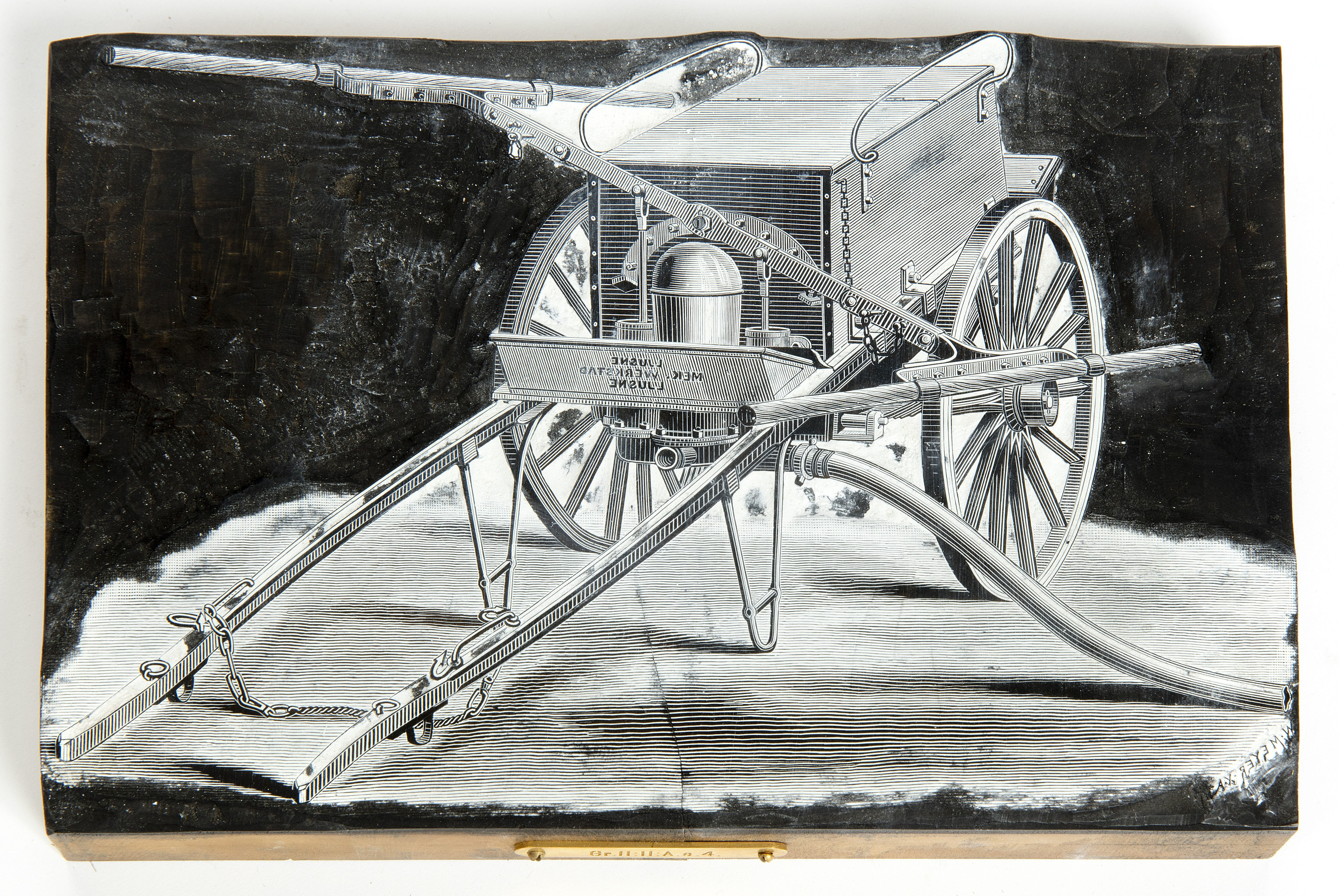
Tryckstock för en illustration av en hästdragen brandspruta, omkring 1880.

Xylografi (av grekiska ξύλον "trä" och γράφω "skriva") även kallat trägravyr eller trästick är en form av högtrycksmetod.
Metoden går ut på att man i ändträet av ett mycket hårt träslag, vanligen buxbom, åstadkommer en bild med hjälp av sticklar som vid framställandet av linoleumsnitt. Den tryckande ytan (oftast täta linjer) är upphöjd och skiljs därmed från den icke-tryckande ytan genom en nivåskillnad, ungefär som på en stämpel som här kallas kliché eller tryckstock. De upphöjda delarna färgas in och kan sedan överföras på exempelvis papper.
Metoden uppfanns av Thomas Bewick i Storbritannien och fick mycket stor betydelse för bok- och tidningsillustrationer under 1800-talet. En av Sveriges främsta xylografer var Wilhelm Meyer som i slutet av 1800-talet drev i Stockholm Sveriges ledande xylografiska anstalt.